# Dziennik (literatura)

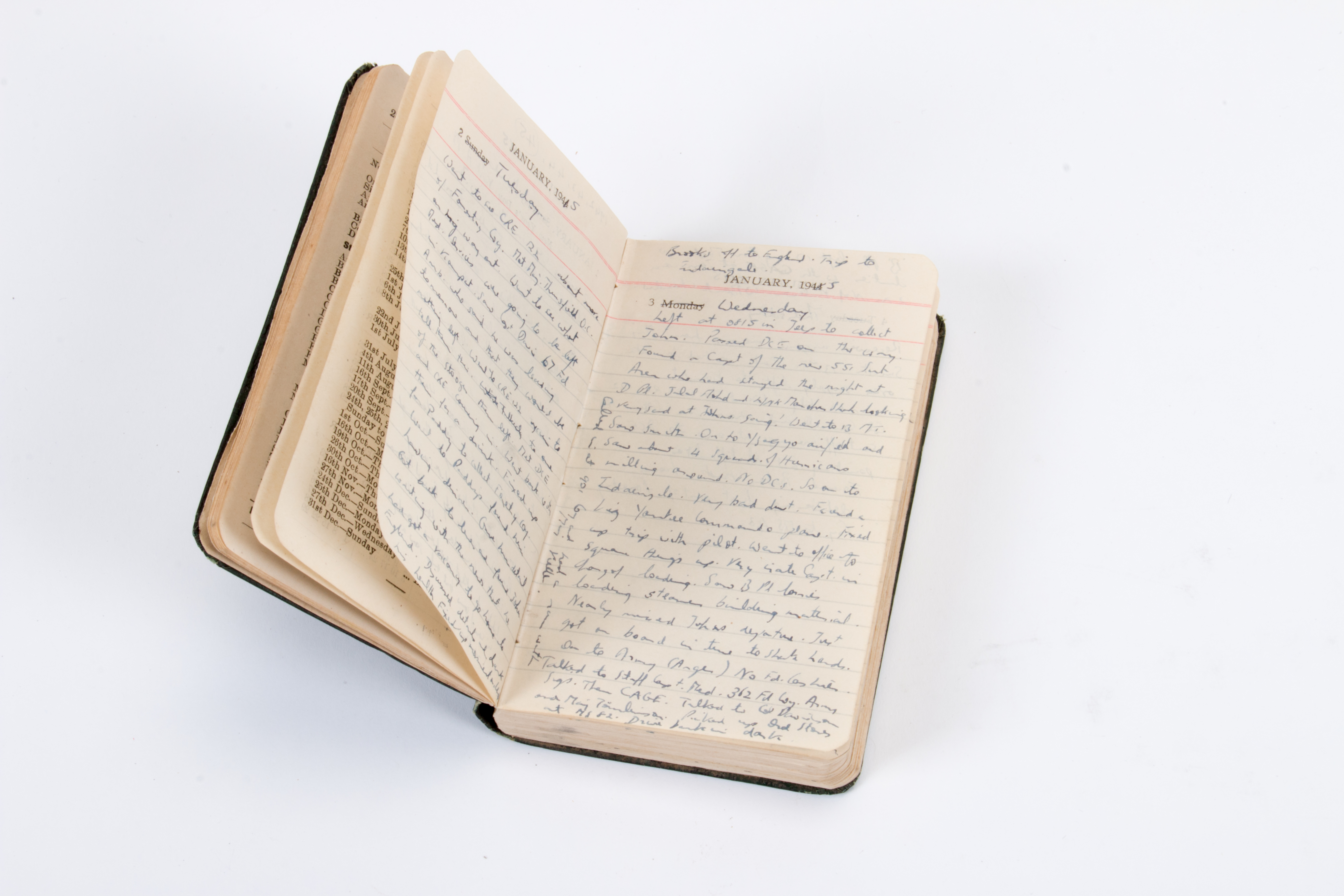
Dziennik majora E.C.S. Colin Little z lat 1944-1945

Dziennik (diariusz, dyariusz) – gatunek literacki autobiograficzny, zapiski bieżące, sporządzane dla potrzeb własnych lub w charakterze twórczości literackiej (publikowanej na bieżąco, bądź później w postaci zbiorczej). Składa się z codziennych wpisów, które mogą być opatrzone datą i informacją o miejscu powstania. Termin „dziennik” wywodzi się od łacińskiego wyrazu diarium, oznaczającego początkowo codziennie porcje pokarmu, rozdawane np. żołnierzom. Później słowo to zaczęło oznaczać również zapiski codzienne.

## Specyfika gatunku
Od zwykłego zapisu wspomnień dziennik odróżnia się tym, że jest sporządzany na bieżąco, co w praktyce przejawia się zupełnie inną optyką – inne sprawy są uznawane za godne upamiętnienia i inaczej są przedstawiane. Taka forma spisywania zdarzeń powoduje też, że moment rozpoczęcia utworu i jego zakończenia są zależne od woli autora – może je rozpocząć i zakończyć w dowolnym momencie. Istotną cechą dziennika jest także to, że kolejne wpisy nie muszą być powiązane tematycznie, a opisywane sytuacje i problemy nie muszą uzyskiwać kontynuacji czy rozstrzygnięcia w obrębie utworu; dzienniki pozbawione są też z góry ustalonego planu kompozycji. Dzienniki mogą być po prostu relacją z codziennych zdarzeń, lirycznymi zapiskami uczuć i emocji, formą refleksji na tematy polityczne, społeczne itp. Dzienniki charakteryzują się zazwyczaj dużą różnorodnością tematyczną; bardzo rzadko dominuje w nich jedna tematyka. Dzienniki mogą być skoncentrowane na sprawach zewnętrznych wobec autora (tzw. dziennik zewnętrzny) lub na jego emocjach i przeżyciach (tzw. dziennik intymny). Dzienniki intymne mogą być przeznaczone do lektury tylko przez autora lub krąg osób mu bliskich, ale mogą być też przeznaczone do publikacji. Odmianą dziennika jest również dziennik podróży, stanowiący spisywaną na bieżąco relację z odbytej wyprawy.
Pierwszym autorem, który opublikował swój dziennik był André Gide – w 1938 roku.

## Twórcy
Znani diaryści w literaturze powszechnej: Samuel Pepys, Henri-Frédéric Amiel, Charles Baudelaire, Paul Valéry, André Gide, Albert Camus, Julien Green, Franz Kafka, Thomas Mann, Ernst Jünger, Lew Tołstoj, Søren Kierkegaard, Salvador Dalí.
W literaturze polskiej do najsłynniejszych diarystów należą: Stanisław Brzozowski, Karol Irzykowski, Henryk Elzenberg, Bronisław Malinowski, Faustyna Kowalska (Dzienniczek), Stefan Żeromski, Witold Gombrowicz, Gustaw Herling-Grudziński (Dziennik pisany nocą), Leopold Tyrmand (Dziennik 1954), Sławomir Mrożek, Jarosław Iwaszkiewicz, Zofia Nałkowska, Maria Dąbrowska, Jan Józef Szczepański, Andrzej Bobkowski, Janusz Korczak, Stefan Kisielewski, Józef Czapski, Stefan Wyszyński, Andrzej Kijowski, Jan Lechoń.